# هوراس تشانغ
هوراس تشانغ (بالإنجليزية: Horace Chang) هو سياسي جامايكي، ولد في 10 نوفمبر 1952 في واستمورلند في المملكة المتحدة. حزبياً، نشط في حزب العمال الجامايكي. وقد انتخب عضو مجلس نواب جامايكا.